# Toni Seven
June Elizabeth Millarde (6 de julio de 1922–21 de mayo de 1991), más conocida como Toni Seven, fue una cover girl y actriz estadounidense.

## Primeros años
Millarde nació en julio de 1922 en la ciudad de Nueva York, hija única de la actriz June Caprice y del director de cine Harry F. Millarde. Tenía ocho años cuando murió su padre y catorce cuando murió su madre. Posteriormente fue criada por sus abuelos, los Peter Lawson, en Long Island, Nueva York. El 17 de junio de 1949, la revista Time publicó que era la heredera de una fortuna estimada en 3.000.000 de dólares.[cita requerida]

## Actriz
A principios de la década de 1940 interpretó papeles secundarios en tres películas. Debutó en la pantalla en Miss Seventeen, una producción de Producers Releasing Corporation. Con la llegada de la Segunda Guerra Mundial, fue una de las muchas voluntarias del Hollywood Canteen.
Cambió su nombre por el de Toni Seven en junio de 1944 para poder firmar como Toni 7. El publicista Russ Birdwell concibió el nombre Seven. Seven fue acompañada a Los Angeles Superior Court por el abogado Jerry Giesler, cuando solicitó que se cambiara su nombre. Seven fue probada para un contrato por el productor de cine Hunt Stromberg y recibió una gran acumulación de publicaciones del servicio militar. En agosto de 1944 Seven recibía quinientas cartas semanales de admiradores.

## Modelo
Seven participó en la primera exposición de pin-ups celebrada en Estados Unidos. Se unió a las estrellas de la pantalla Jane Russell y Martha Tilton en un evento que incluía fotos a tamaño real de las actrices. La exposición, que incluía sesiones de autógrafos y apariciones personales, comenzó el 26 de noviembre de 1944. El lugar de celebración fue el Hollywood U.S.O., en el 1531 de North Cahuenga Boulevard, Los Ángeles, California.
La Society of Photographic Illustrators votó las piernas de Seven como las mejores entre las características anatómicas de las actrices que, combinadas, compondrían la modelo perfecta. Entre las actrices seleccionadas en la encuesta figuraban Miriam Hopkins (labios), Paulette Goddard (busto) y Betty Grable (caderas). Los camarógrafos anunciaron sus elecciones en mayo de 1946.

## Teatro
En 1946, el productor de Broadway W. Horace Schmidlapp planeó una reposición de Accent On Youth, de Samson Raphaelson. La representación teatral iba a contar con Seven en un papel protagonista. En 1947, Seven vendió su casa de Benedict Canyon y se trasladó a la ciudad de Nueva York.

## Vida personal
En enero de 1949, los periódicos la relacionaron sentimentalmente con el senador estadounidense Warren G. Magnuson. El senador de Washington tenía cuarenta y tres años y se le describía como el soltero más codiciado del Capitolio de los Estados Unidos. Seven fue perseguida en París, Francia, por el playboy peruano Alfredo Carreo, en 1949. Volvió a llamarse June Millarde en 1959. Ese año planeó una boda en junio con Eric Stanley, de Washington D. C.
Seven murió el 21 de mayo de 1991, a la edad de 68 años.